# Alessandro Guasco
Alessandro Guasco (Bergoglio, ... – Forlì, 9 agosto 1517) è stato un vescovo cattolico italiano, membro dell'antica famiglia patrizia alessandrina dei Guasco, appartenente al ramo dei Marchesi di Solero.

## Biografia
Alessandro nacque a Bergoglio, figlio di Girolamo e Bianca di Castiglione. Girolamo Guasco fu comandante delle truppe ducali di Galeazzo Maria Sforza, cavaliere aurato si adoperò anche a Bologna come comandante delle milizie. Morì anziano nel 1486 a Bergoglio e fu sepolto nella chiesa di santo Stefano in Bergoglio nella cappella che lui stesso fece costruire dedicata a san Nicola da Tolentino. La madre Bianca morì intorno al 1466 mentre il fratello Guarnerio, fu il primo marchese di Solero.
Protonotario apostolico, canonico della cattedrale, ricoprì la carica di vicario generale del cardinale Giovanni Antonio Sangiorgio, suo predecessore.
Nominato vescovo di Alessandria il 28 marzo 1500 durante il pontificato di papa Alessandro VI, intervenne al concilio ecumenico Lateranense V, convocato da Giulio II, e fu eletto tra i prelati aggiunti dalla deputazione per la riforma generale della Curia.
Fece parte della famiglia pontificia sia per papa Giulio II sia per papa Leone X, il quale lo nominò legato pontificio a latere per la Romagna: «Alexander Dei et Apostolicæ sedis gratia Episcopus Alexandrinus, SS. Domini nostri Pontificis Referendarius Domesticus, et Prælatus assistens, Arimini, Cæsenæ, Butonorii, Forlimpopuli, Forilivii, Faventiæ, Imolæ, Ravennæ, Corviæ et Vallisamonis Gubernator, Arciumque Cæsenæ et Imolas Castellanus, nec non totius provincie Romandiolæ et exarcatus Ravennas Praesidens, Vicelegatus, Locumtenens, et Commissarius Generalis cum facultate Legati a Latere».
Durante la sua permanenza in Romagna diede prova di applicare con rigore la giustizia. Dopo Rimini e Cesena si mosse alla volta di Forlì e in quella città, il 9 agosto 1517, venne assalito per strada e crudelmente ucciso dalla folla e dai parenti di alcuni suoi condannati alla pena capitale. Al termine del rito funebre fu sepolto nella cattedrale di Santa Croce di Forlì.